# LYPD6
LYPD6 (англ. LY6/PLAUR domain containing 6) – білок, який кодується однойменним геном, розташованим у людей на 2-й хромосомі. Довжина поліпептидного ланцюга білка становить 171 амінокислот, а молекулярна маса — 19 118.
| 10         |  | 20         |  | 30         |  | 40         |  | 50         |
| ---------- |  | ---------- |  | ---------- |  | ---------- |  | ---------- |
| MEPGPALAWL |  | LLLSLLADCL |  | KAAQSRDFTV |  | KDIIYLHPST |  | TPYPGGFKCF |
| TCEKAADNYE |  | CNRWAPDIYC |  | PRETRYCYTQ |  | HTMEVTGNSI |  | SVTKRCVPLE |
| ECLSTGCRDS |  | EHEGHKVCTS |  | CCEGNICNLP |  | LPRNETDATF |  | ATTSPINQTN |
| GHPRCMSVIV |  | SCLWLWLGLM |  | L          |  |            |  |            |

A: Аланін

C: Цистеїн

D: Аспарагінова кислота

E: Глутамінова кислота

F: Фенілаланін

G: Гліцин

H: Гістидин

I: Ізолейцин

K: Лізин

L: Лейцин

M: Метіонін

N: Аспарагін

P: Пролін

Q: Глутамін

R: Аргінін

S: Серин

T: Треонін

V: Валін

W: Триптофан

Задіяний у такому біологічному процесі, як альтернативний сплайсинг. 
Локалізований у клітинній мембрані, цитоплазмі, мембрані, клітинних контактах, синапсах, синаптосомах.
Також секретований назовні.